# معصومه کوثری
معصومه کوثری یکی از نویسندگان و داستان کوتاه نویسان معاصر افغانستان است.

## زندگی‌نامه
معصومه کوثری زاده ۱۳۵۳ (خورشیدی) در افغانستان است. وی دارای مدرک انجینیری (مهندسی) از دانشگاه بلخ می‌باشد.

## آثار
از او مجموعه‌ای از داستان‌های کوتاه با نام «حادثه فصل» در کابل به چاپ رسیده‌است.

## سبک
روزنامه ۸ صبح چاپ کابل دربارهٔ وی می‌نویسد:
معصومه کوثری نیز با آن که نویسنده کم‌کاری است، ولی خیلی خوب می‌نویسد. کوثری در نوشته‌هایش، وضعیت سنتی جامعه افغانستان را خیلی خوب به تصویر می‌کشد و ظلم و ستمی را که در بین این جامعه سنتی بالای زنان و دختران روا داشته می‌شود، خوب پوشش می‌دهد.